# Tomáš Veszelka
Tomáš Veszelka (9 de julio de 1995) es un deportista de Eslovaquia que compite en atletismo. Ganó una medalla de oro en el Campeonato Europeo de Atletismo por Equipos de 2019, en la prueba de salto de longitud.